# 댄싱 블레이드 제멋대로 복숭아 천사!
《댄싱 블레이드 제멋대로 복숭아 천사!》는 코나미가 제작한 인터렉티브 게임이다. 1998년과 1999년 양 해에 플레이스테이션으로 발매되었다. 1999년에는 드림캐스트로 발매되었다. 2006년에는 PSP UMD로 재발매되었다.

## 개요
1998년 이후 야루도라와 같은 인터렉티브 붐에 맞추어 개발한 게임이다. 게임의 동영상은 풀 애니메이션으로 이루어져 있다. 플레이어는 전개 중 원하는 것을 골라서 선택하면 된다.

## 등장인물
- 모모히메
- 오이누
- 키지메

## 제작진
- 애니메이션 제작 : 교토 애니메이션

## 같이 보기
- 모모타로